# Benoit-Olivier Groulx
Benoit-Olivier Groulx (Ruan, Francia, 6 de febrero de 2000) es un jugador profesional francés de hockey sobre hielo que se desempeña en la posición de centro en Anaheim Ducks, equipo de la National Hockey League (NHL).

## Carrera
Fue seleccionado en la segunda ronda en la NHL Entry Draft de 2018. En 2021 hizo su debut profesional con el equipo Anaheim Ducks, donde lleva jugando tres temporadas.